# العلاقات الجنوب سودانية المالطية
العلاقات الجنوب سودانية المالطية هي العلاقات الثنائية التي تجمع بين جنوب السودان ومالطا.

## مقارنة بين البلدين
هذه مقارنة عامة ومرجعية للدولتين:
| وجه المقارنة                                              | جنوب السودان                  | مالطا                                                     |
| --------------------------------------------------------- | ----------------------------- | --------------------------------------------------------- |
| المساحة (كم2)                                             | 619.75 ألف                    | 316                                                       |
| عدد السكان (نسمة)                                         | 12.58 مليون                   | 465.29 ألف                                                |
| الكثافة السكانية (ن./كم²)                                 | 20.3                          | 147.24 ألف                                                |
| العاصمة                                                   | جوبا                          | فاليتا                                                    |
| اللغة الرسمية                                             | لغة إنجليزية                  | اللغة المالطية، لغة إنجليزية                              |
| العملة                                                    | جنيه جنوب سوداني، جنيه سوداني | يورو، ليرة مالطية                                         |
| الناتج المحلي الإجمالي (بليون دولار)                      | 2.90 مليار                    | 12.54 مليار                                               |
| الناتج المحلي الإجمالي (تعادل القوة الشرائية) بليون دولار | 22.88 مليار                   | 14.68 مليار                                               |
| الناتج المحلي الإجمالي الاسمي للفرد دولار أمريكي          | 73                            | 22.60 ألف                                                 |
| الناتج المحلي الإجمالي للفرد دولار أمريكي                 | 2.02 ألف                      |                                                           |
| مؤشر التنمية البشرية                                      | 0.467                         | 0.839                                                     |
| رمز المكالمات الدولي                                      | +211                          | +356                                                      |
| رمز الإنترنت                                              | .ss                           | .mt                                                       |
| المنطقة الزمنية                                           | ت ع م+03:00                   | توقيت وسط أوروبا، ت ع م+01:00، ت ع م+02:00، أوروبا/مالطا ‏ |

## منظمات دولية مشتركة
يشترك البلدان في عضوية مجموعة من المنظمات الدولية، منها:
| علم المنظمة | اسم المنظمة                               | تاريخ انضمام جنوب السودان | تاريخ انضمام مالطا |
| ----------- | ----------------------------------------- | ------------------------- | ------------------ |
|             | يونسكو                                    | 27 أكتوبر 2011            | 10 فبراير 1965     |
|             | وكالة ضمان الاستثمار متعدد الأطراف        | 18 أبريل 2012             | 12 سبتمبر 1990     |
|             | الأمم المتحدة                             | 14 يوليو 2011             | 1 ديسمبر 1964      |
|             | الاتحاد البريدي العالمي                   | ?                         | ?                  |
|             | البنك الدولي للإنشاء والتعمير             | 18 أبريل 2012             | 26 سبتمبر 1983     |
|             | الاتحاد الدولي للاتصالات                  | 3 أكتوبر 2011             | 1965               |
|             | مؤسسة التمويل الدولية                     | 18 أبريل 2012             | 1 يونيو 2005       |
|             | المركز الدولي لتسوية المنازعات الاستشارية | 18 مايو 2012              | 3 ديسمبر 2003      |
|             | منظمة الشرطة الجنائية الدولية             | ?                         | ?                  |

## وصلات خارجية
- موقع وزارة الخارجية الجنوب سودانية
- موقع وزارة الخارجية المالطية